# Todd, Todd, Why Hast Thou Forsaken Me?
«Todd, Todd, Why Hast Thou Forsaken Me?» (укр. «Тодде, Тодде, чому ти покинув мене?») — дев'ята серія тридцять першого сезону мультсеріалу «Сімпсони», прем'єра якої відбулась 1 грудня 2019 року у США на телеканалі «Fox».

## Сюжет
Мод Фландерс з'являється як привид уві сні Неду. Побачивши, що Тодд також не спить, Нед, плачучи, питає, чи тому ніколи не сниться його мати? Тодд зізнається, що не пам'ятає, як вона виглядає. Переглянувши різдвяні касети їхньої родини, намагаючись пробити спогади про Мод, Тодд починає сумніватися, що Мод перебуває у «кращому місці».
У церкві отець Лавджой запитує дітей, що б вони сказали малому Ісусикові? Тодд сердито скаже, що йому не було б за що дякувати, бо його мама мертва і що він більше не вірить в Бога… Це зізнання шокує всіх. Нед, вражений до глибини душі, докоряє своїм вчинкам, тоді як Тодд постійно ставить під сумнів існування Бога.
Наступного ранку Тодд відмовляється сказати «Амінь» молитві за сніданком, і Нед запитує себе, що ж може повернути страх перед Богом у Тодда? Побачивши, як Барт обдурює Гомера, і залишає того на вулиці в нижній білизні, Нед просить Сімпсонів ненадовго доглядати за Тоддом і допомагти йому знову відкрити свою віру в Бога.
Наступного ранку Гомер намагається переконати його, що Бог «намалював» Ісуса на шматку хліба як знак, але Тодд все одно відмовився вірити в це. Однак, спроби Гомера (так само, як спроби Ліси навернути до буддизму, та спроби Барта віддати на поталу розбишакам) — марні. Тодд лише дратує всіх у будинку Сімпсонів…
Згодом, Тодд каже Гомеру, що він не вірить у Бога, бо його мати більше не повернеться і запитує Гомера, чи знає він, як це? Гомер згадує, як його мати, Мона, теж змусила його плакати пішовши назавжди.
Гомер іде до таверни Мо, щоб забути, але, на диво, до нього приєднується Нед. Двоє напиваються, після чого їх збиває авто Ганса Молемана… Нед і Гомер потрапляють до Раю (там їх зустрічають Една Крабапель, Мод, Іван Хреститель, Бог й Авраам Лінкольн). Бог повідомляє їм, що вони не померли — вони просто перебувають у комі.
Насправді, вони лежать на лікарняних ліжках у Спрінґфілдській лікарні зі своїми сім'ями. Побачивши, як навіть Барт молиться за Гомера, Тодд молиться Богові, Ісусу та Будді, щоб хоч хтось повернув до життя його тата. Нед повертається до свого тіла. Тим часом Гомера зустрічає Мона і нарешті має шанс попрощатися з нею, після чого він також прийде до тями і сім'ї об'єднаються.
Наприкінці серії Ліса вирушає до Будди, бо не завершила навернення Тодда до буддизму і зазнала невдачі. Вона просить ще один шанс і призводить до нього Ральфа Віґґама, який вражає розум Будди своїми дивними знаннями.
У фінальній сцені привид Мод вкладає своїх дітей спати, у той час, як привид Едни будить Неда своїм «Ха!».
У сцені під час титрів під релігійну пісню показані вітражі з героями серії.

## Ставлення критиків і глядачів
Під час прем'єри серію переглянули 1,99 млн осіб з рейтингом 0.7, що зробило її найпопулярнішим шоу на каналі «Fox» тієї ночі.
Денніс Перкінс з «The A.V. Club» дав серії оцінку B-, сказавши, що серія «фокусується на Тоддві Фландерсу і зміщує фокус з просто малого сусіда Сімпсонів з кількома жартами на щось цікаве».
Тоні Сокол з «Den of Geek» дав серії чотири з половиною з п'яти зірок, сказавши, що «це такий самий ідеальний внесок, як і будь-який сучасна серія „Сімпсонів“».
Сайт «Bubbleblabber» оцінив серію на 6,5/10.
Згідно з голосуванням на сайті The NoHomers Club більшість фанатів оцінили серію на 3/5 із середньою оцінкою 2,55/5.